# Westallgäu
Das Westallgäu ist eine Teilregion des Allgäus und besteht heute aus den nordöstlichen Teilen des Landkreises Lindau im Südwesten des Regierungsbezirks Schwaben in Bayern und aus den östlichen Teilen des Landkreises Ravensburg im Südosten von Baden-Württemberg (ehemaliger Landkreis Wangen). Hier ist der Westallgäuerische Dialekt verbreitet.

## Geografie

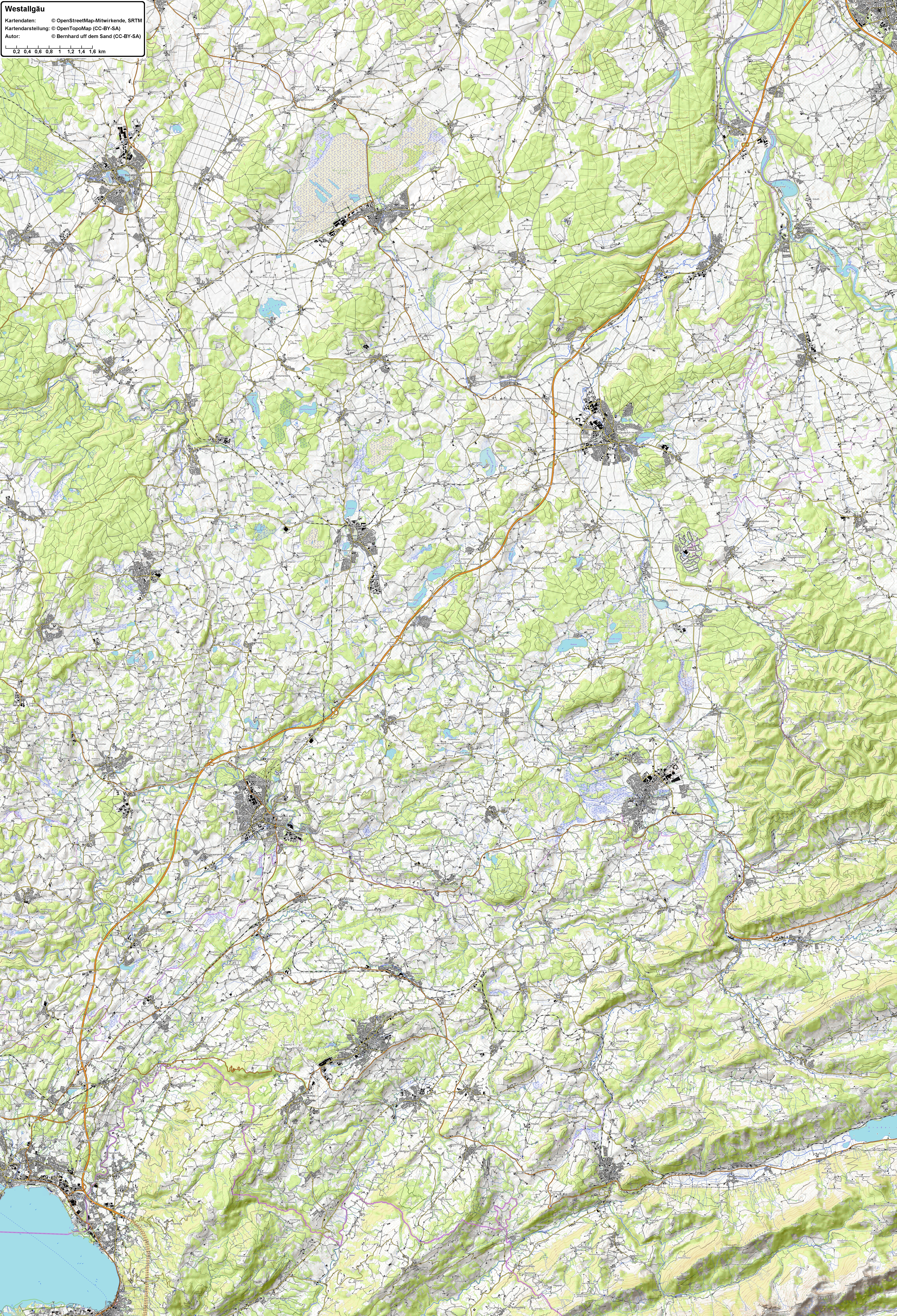
Topografische Karte des Westallgäus

Im Osten grenzt das Westallgäu an das Oberallgäu und im Süden an das österreichische Bundesland Vorarlberg. Im Südwesten wird das Westallgäu durch das Bodenseebecken begrenzt. Das Westallgäu erstreckt sich nördlich unter anderem bis zu den Städten Leutkirch im Allgäu und Kißlegg und grenzt dort an die mittel- bzw. oberschwäbische Landkreise den Unterallgäu und Biberach. Früher wurden weite Teile des Gebietes als Niederallgäu beziehungsweise Unterallgäu bezeichnet.
Die Landschaft ist durch das Westallgäuer Hügelland geprägt. Teil des Westallgäus ist auch die Adelegg, ein Ausläufer der Alpen. Der Schwarze Grat ist mit 1118 m der höchste Punkt. Das Westallgäu gehört zu den sonnenreichsten Regionen Deutschlands.

## Orte im Westallgäu
In der Geschichte gab verschiedene Bezeichnungen für die Gegend des heutigen Westallgäus. So wurde ein überwiegender Teil des Westallgäus lange Zeit als Argengau oder später auch als Außervorarlberg bezeichnet.

### Bayerisches Westallgäu

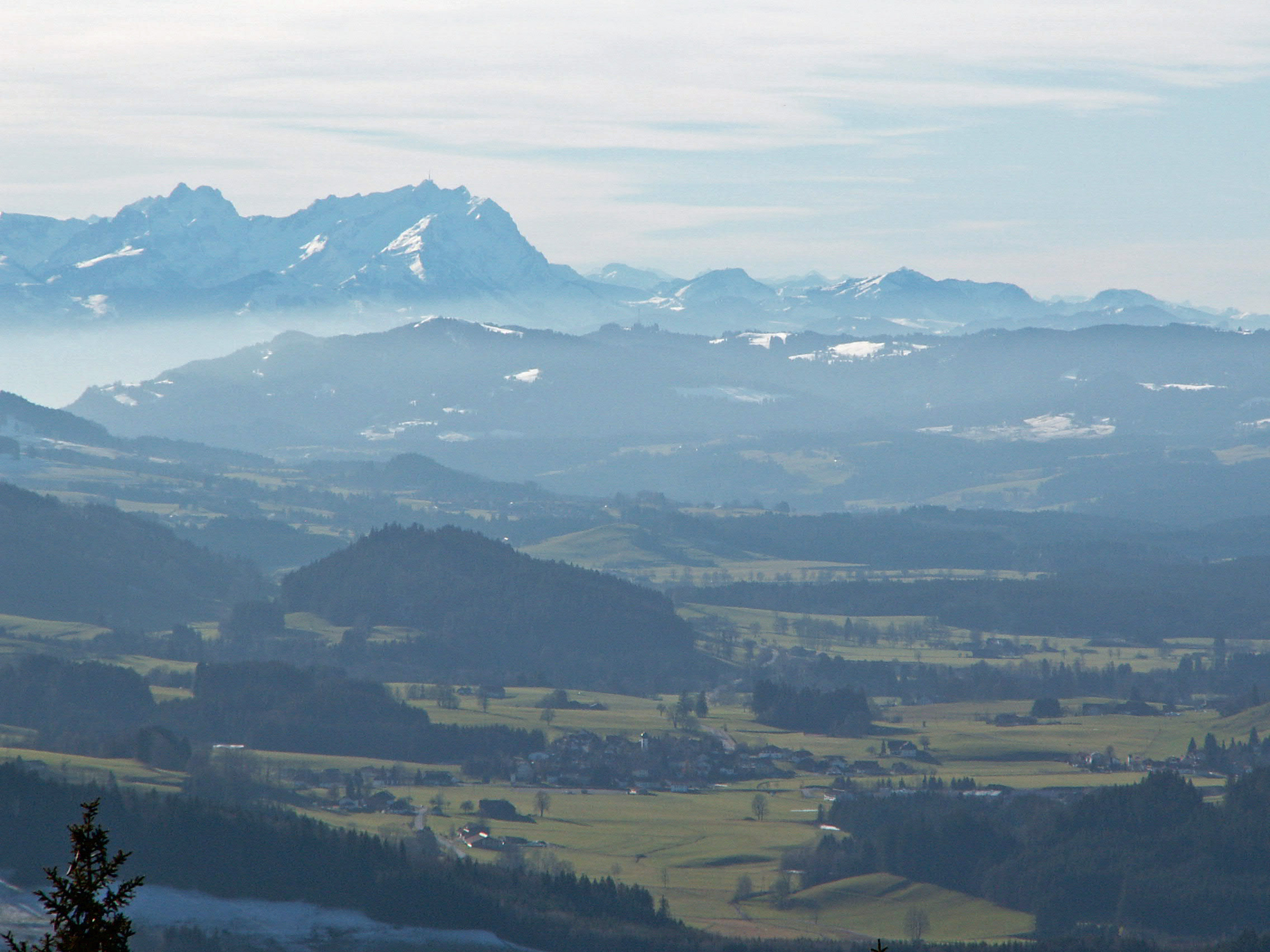
Blick über das bayerische Westallgäu; mit Maierhöfen im Vordergrund und dem Säntis im Hintergrund

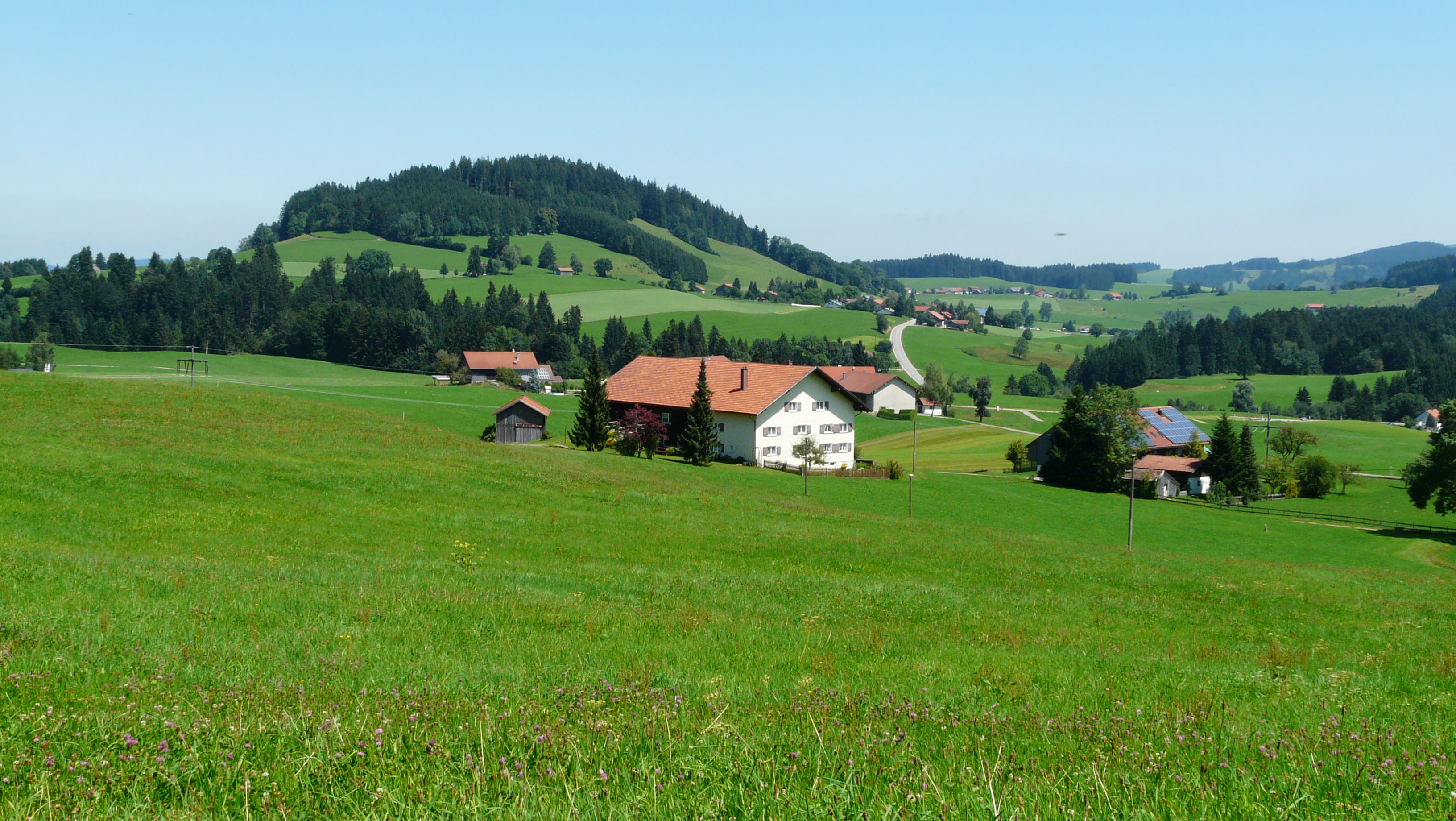
Westallgäu bei Simmerberg

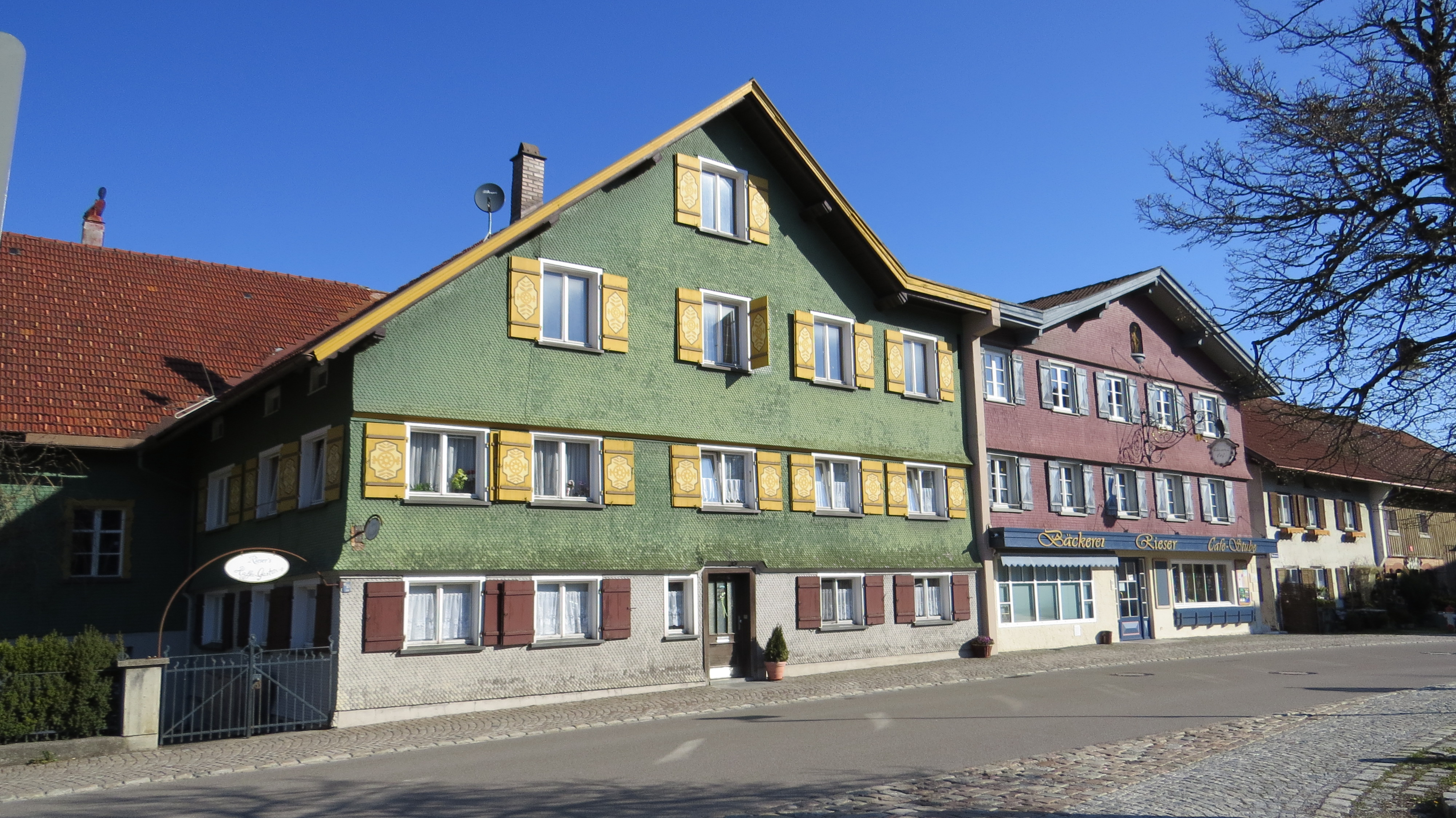
Traditionelle Westallgäuer Hausansichten in Simmerberg

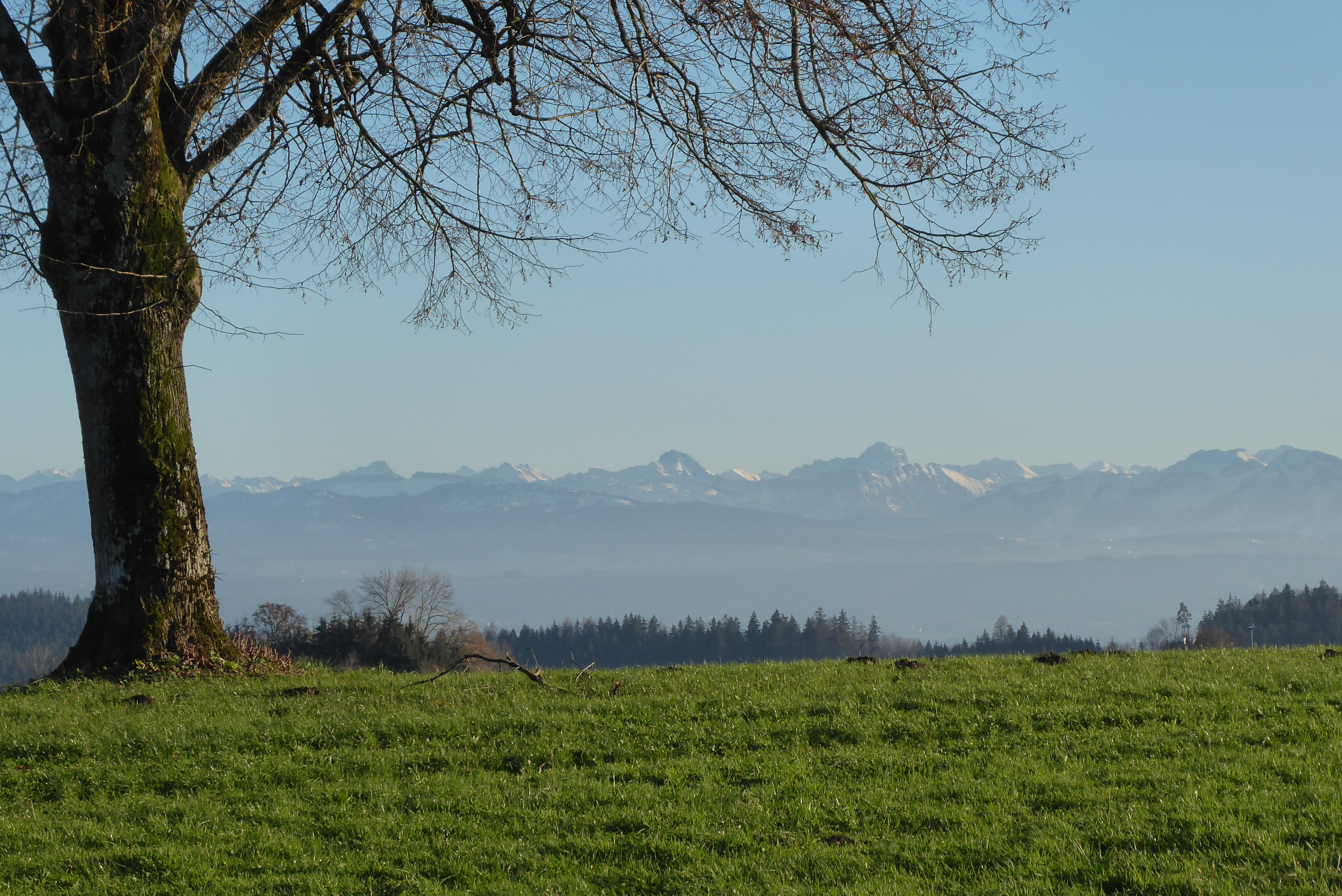
Westallgäu von Waldburg aus gesehen

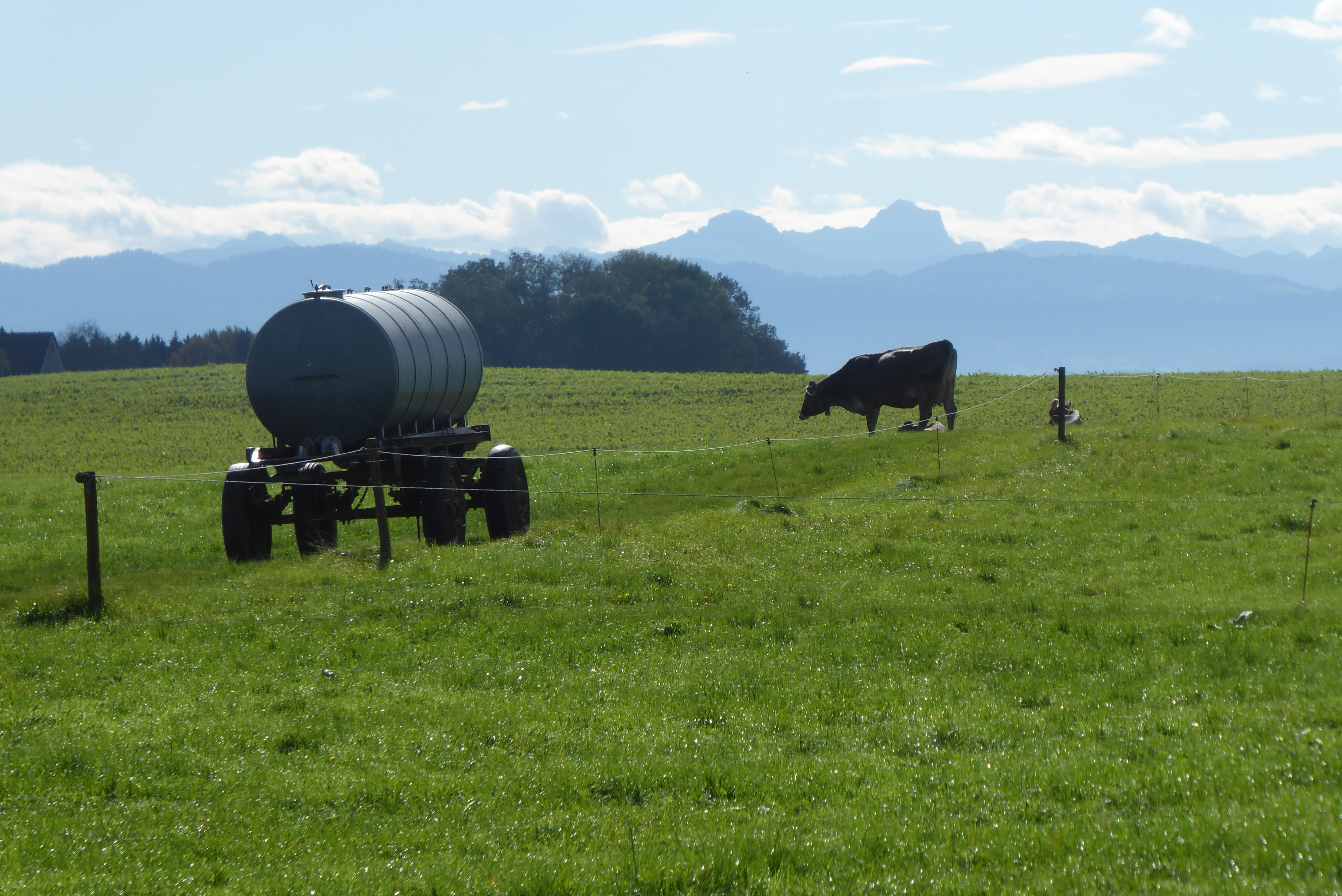
Westallgäu von Wolfegg aus gesehen

Das heutige Bayerische Westallgäu war bis 1806 auch als Außervorarlberg bekannt und umfasste die damaligen Gerichte Kellhöfe, Altenburg, Simmerberg und Grünenbach, die weitestgehend der heutigen Definition des Bayerischen Westallgäus entsprechen.
Gemeinden des Westallgäus in Bayern:
- Gestratz
- Grünenbach
- Hergensweiler
- Heimenkirch
- Hergatz mit Wohmbrechts
- Lindenberg im Allgäu (Zusatz „im Allgäu“ seit 11. August 1914 wegen der Stadterhebung[4])
- Maierhöfen
- Oberreute
- Opfenbach
- Röthenbach (Allgäu)
- Scheidegg
- Sigmarszell
- Stiefenhofen
- Weiler-Simmerberg

Oftmals wird aufgrund der geografischen und sprachlichen Nähe Oberstaufen zum Westallgäu gezählt. Lindau gehört nicht zum Landschaftsbegriff des Allgäus, wird aber häufig so vermarktet.

### Württembergisches Allgäu
Die Westgrenze des Westallgäus wird beispielsweise für Kißlegg von verschiedenen Autoren unterschiedlich definiert, sodass die Liste der Gemeinden des Westallgäus nicht abschließend sein kann:
- Argenbühl
- Isny im Allgäu (Zusatz „im Allgäu“ seit 1973)
- Leutkirch im Allgäu (Zusatz „im Allgäu“ seit 1974)
- Wangen im Allgäu (Zusatz „im Allgäu“ seit 1936 zur Förderung des Fremdenverkehrs)[8]

Im Dekanat Allgäu-Oberschwaben existieren die Seelsorgeeinheiten SE 8a Vorallgäu, SE 8b Tor zum Allgäu und SE 18 Gallus – Allgäu mit namentlichem Bezug zum Allgäu sowie innerhalb des Dekanats der Bezirk Allgäu mit den Seelsorgeeinheiten SE 13 Kißlegg, SE 14 Wangen, SE 15 An der Argen, SE 16 Argenbühl, SE 17 Isny, SE 18 Gallus – Allgäu, SE 19 Alpenblick, SE 20 Leutkirch und SE 21 Aitrachtal.
Der ehemalige Landkreis Wangen umfasste folgende Gemeinden:
| frühere Gemeinde        | heutige Gemeinde    | Einwohner am 6. Juni 1961 | Einwohner am 27. Mai 1970 |
| ----------------------- | ------------------- | ------------------------- | ------------------------- |
| Achberg ¹)              | Achberg             | 743                       | 955                       |
| Aichstetten             | Aichstetten         | 1.305                     | 1.569                     |
| Aitrach                 | Aitrach             | 1.977                     | 2.320                     |
| Altmannshofen           | Aichstetten         | 512                       | 418                       |
| Amtzell                 | Amtzell             | 2.160                     | 2.430                     |
| Arnach                  | Bad Wurzach         | 832                       | 869                       |
| Bad Wurzach, Stadt      | Bad Wurzach         | 2.788                     | 3.954                     |
| Beuren                  | Isny im Allgäu      | 786                       | 768                       |
| Christazhofen           | Argenbühl           | 777                       | 791                       |
| Deuchelried             | Wangen im Allgäu    | 1.183                     | 1.372                     |
| Diepoldshofen           | Leutkirch im Allgäu | 582                       | 596                       |
| Eglofs                  | Argenbühl           | 1.521                     | 1.595                     |
| Eintürnen               | Bad Wurzach         | 692                       | 659                       |
| Eisenharz               | Argenbühl           | 1.077                     | 1.136                     |
| Friesenhofen            | Leutkirch im Allgäu | 647                       | 658                       |
| Gebrazhofen             | Leutkirch im Allgäu | 1.568                     | 1.525                     |
| Gospoldshofen           | Bad Wurzach         | 623                       | 667                       |
| Göttlishofen            | Argenbühl           | 488                       | 412                       |
| Großholzleute           | Isny im Allgäu      | 1.268                     | 1.279                     |
| Hauerz                  | Bad Wurzach         | 968                       | 963                       |
| Herlazhofen             | Leutkirch im Allgäu | 2.281                     | 2.274                     |
| Hofs                    | Leutkirch im Allgäu | 876                       | 858                       |
| Immenried               | Kißlegg             | 586                       | 636                       |
| Isny im Allgäu, Stadt   | Isny im Allgäu      | 6.954                     | 7.956                     |
| Karsee                  | Wangen im Allgäu    | 580                       | 533                       |
| Kißlegg                 | Kißlegg             | 4.576                     | 5.218                     |
| Leupolz                 | Wangen im Allgäu    | 913                       | 1.088                     |
| Leutkirch, Stadt        | Leutkirch im Allgäu | 7.247                     | 9.899                     |
| Neuravensburg           | Wangen im Allgäu    | 1.383                     | 1.595                     |
| Neutrauchburg           | Isny im Allgäu      | 741                       | 1.078                     |
| Niederwangen            | Wangen im Allgäu    | 1.134                     | 1.244                     |
| Ratzenried              | Argenbühl           | 824                       | 891                       |
| Reichenhofen            | Leutkirch im Allgäu | 1.263                     | 1.367                     |
| Rohrdorf                | Isny im Allgäu      | 667                       | 660                       |
| Schomburg               | Wangen im Allgäu    | 1.262                     | 1.502                     |
| Seibranz                | Bad Wurzach         | 914                       | 946                       |
| Siggen                  | Argenbühl           | 158                       | 168                       |
| Waltershofen            | Kißlegg             | 727                       | 829                       |
| Wangen im Allgäu, Stadt | Wangen im Allgäu    | 13.317                    | 14.561                    |
| Winterstetten           | Leutkirch im Allgäu | 430                       | 396                       |
| Wuchzenhofen            | Leutkirch im Allgäu | 1.504                     | 1.812                     |
| Ziegelbach              | Bad Wurzach         | 617                       | 682                       |

¹) ab 1. Januar 1969 beim Landkreis Wangen

## Vorallgäu
Das Vorallgäu ist eine Landschaft, welche westlich durch das Schussental begrenzt wird und im Kern aus dem Gemeindeverwaltungsverband Gullen mit den Gemeinden Bodnegg, Grünkraut, Schlier und Waldburg besteht. Hierauf bezieht sich die SE 8a Vorallgäu im Dekanat Allgäu-Oberschwaben sowie die ehemalige Raiffeisenbank Vorallgäu eG. Zusätzlich können im Norden Bad Waldsee, Bergatreute, Vogt (Gemeinde) und Wolfegg sowie im Süden Tettnang und Neukirch zum Vorallgäu gezählt werden.

## Infrastruktur und medizinische Versorgung
Das Westallgäu-Klinikum Wangen liegt im Westallgäu. Die Bundesautobahn 96 verläuft durch das württembergische Allgäu. Die Zeitung Der Westallgäuer ist im bayerischen Westallgäu verbreitet.